# Jean Barbeyrac
Jean Barbeyrac (francês: [baʁbɛʁak]; Béziers, 15 de março de 1674 – Groninga, 3 de março de 1744) foi um advogado franco-suíço, historiador do direito, importante representante do direito natural e da École romande du droit naturel (Escola franco-suíça do direito natural). Ficou conhecido por suas traduções dos escritos do direito natural de Samuel von Pufendorf.

## Biografia
Nascido em uma família calvinista, em Béziers, no Baixo Languedoc, ele era sobrinho de Charles de Barbeyrac, um distinto médico de Montpellier. Mudou-se com a família para a Suíça após a revogação do Edito de Nantes. Depois de passar algum tempo em Genebra e Frankfurt am Main, tornou-se professor de belles-lettres na escola francesa de Berlim. Então, em 1711, foi chamado para o cargo de professor de história do direito e direito civil em Lausanne, Suíça e finalmente se estabelecendo como professor de direito público em Groninga.

## Obras
Sua fama repousa principalmente no prefácio e nas notas de sua tradução francesa do tratado De Jure Naturae et Gentium, de Samuel von Pufendorf. Nos princípios fundamentais, ele segue quase inteiramente John Locke e Pufendorf; mas elabora com grande habilidade a teoria da obrigação moral, referindo-a ao mandamento ou vontade de Deus. Indica a distinção, desenvolvida mais profundamente por Christian Thomasius e Immanuel Kant, entre as qualidades legais e morais da ação. Os princípios do direito internacional ele reduz aos do direito natural e, ao fazê-lo, se opõe a muitas das posições assumidas por Hugo Grócio. Rejeita a noção de que a soberania se assemelhe à propriedade e faz do casamento uma questão de contrato civil. Barbeyrac também traduziu De jure belli ac pacis, de Grócio, De Legibus Naturae, de Richard Cumberland, e o tratado menor de Pufendorf, De Officio Hominis et Civis.
Entre suas próprias produções estão, Traité de la morale des Pères de l'Église, uma história de tratados antigos, Histoire des anciens traitez, contida no Supplément au corps universel diplomatique du droit des gens de Jean Rousset de Missy, e o curioso Traité du jeu (1709), no qual ele defende a moralidade dos jogos de azar.
A partir de 1713 foi membro estrangeiro da Academia de Ciências da Prússia.